# Al Hoceima (stad)
Al Hoceima (Tamazight: ⵍⵃⵓⵙⵉⵎⴰ Lḥusima) is een havenstad van zo'n 50.000 inwoners aan de rand van het Rifgebergte, in het noorden van Marokko, gelegen aan een beschutte baai met een zandstrand aan de Middellandse Zee. De stad de is hoofdplaats van de gelijknamige provincie Al Hoceima in de regio Tanger-Tétouan-Al Hoceïma.
De stad wordt bewoond door Riffijnen, bewoners van de Rif. De taal die er voornamelijk gesproken wordt is het Riffijns, dat deel uitmaakt van de Berberse talengroep.
In de jaren 60 en 70 zijn veel jongere inwoners van Al Hoceima uitgeweken naar landen in West-Europa, zoals Nederland, Frankrijk, Spanje, Duitsland en België.

## Geschiedenis

### Al Hoceima tijdens de middeleeuwen
Het is niet bekend wanneer Al Hoceima is gesticht, maar verschillende bronnen wijzen erop dat de stad honderden jaren oud is. Zo schrijft Leo Africanus al in 1550 over de stad in zijn boek Descrittione dell' Africa. De stad is vernoemd naar een plant die er al eeuwen groeit, de lavendel. De naam van de stad is afgeleid van het Arabische woord al-Khuzama, wat lavendel betekent.
In het jaar 710 vestigt Salih Ibn Mansur zich bij de haven van Temsaman, op enkele kilometers van Al Hoceima. De regio is op dat moment onder het bewind van Al-Walid Ibn 'Abd al-Malik, de Kalief en lid van de Omajjaden dynastie. In datzelfde jaar sticht Salih Ibn Mansur, onder goedkeuring van de kalief en met hulp van de Aith Wayagher en Aith Temsaman, het Emiraat van Nekor. Het werd hiermee het allereerste Riffijnse-Islamitische emiraat. De hoofdstad van het emiraat was Temsaman. De Riffijnen stichtten later de historische stad Nekor, onder hen bekend als Nkur, welke op termijn de hoofdstad werd van het gelijknamige emiraat. Daarnaast stichtten zij een andere belangrijke stad genaamd Al Mazamma, bekend als Rmzemmeth onder de lokale Riffijnse bevolking. De ruïnes van het historische Al Mazamma bevinden zich op enkele kilometers van het hedendaagse Al Hoceima.
In de winter van 859-860 meren Vikingen met 62 schepen aan bij het Emiraat van Nekor om er te plunderen. Volgens de historicus Ibn al-Quttiya bezochten de Vikingen het emiraat nadat zij al geplunderd hadden in Sevilla, waar twee van hun schepen gevangen werden genomen door de kustwacht van de Omajjaden. Sir Thomas Downing Kendrick, een Britse archeoloog en historicus, verteld in zijn boek A History of the Vikings ook over de plunderingen. Onder de Vikingen vielen er honderden doden en werden dertig schepen verwoest. Volgens de Andalusische historicus al-Bakri hebben de Vikingen acht dagen lang geplunderd in het Emiraat Nekor en namen zij enkele bewoners gevangen. Volgens de historicus Francis Donald Logan werden deze bewoners uiteindelijk als slaven verkocht in Ierland.
In het 11e eeuw valt Al Hoceima, samen met de rest van het hedendaagse Marokko, onder het bewind van de Berberse Almoraviden dynastie. De stichter, Abdullah ibn Yasin, deed een poging om één groot islamitisch rijk te creëren. Hiermee kwamen verschillende andere dynastieën, waaronder de Idrisiden, Midradiden en het Emiraat van Nekor tot een einde. In het begin van het 12e eeuw maken de Almoraviden na honderd jaar bewind ruimte voor de Almohaden, een andere Berberse dynastie. Zij bouwen in het 13e eeuw een fort op de plek wat nu onderdeel is van het Nationaal park van Al Hoceima. De bouw van dit fort verzekerde de Almohaden ervan dat zij zich beter konden verdedigen tegen vijanden en indringers. Het fort staat bekend als de Al Kal'a Torres en wordt door de Spanjaarden ook wel Torres de Alcalá genoemd. Het fort is uitgeroepen tot cultureel erfgoed en werd in 2021 met hulp van de Verenigde Staten gerenoveerd.
De eeuwen erna valt het gebied, net als andere grote delen van het hedendaagse Marokko, onder het bewind van de Meriniden, de Riffijnse Wattasiden, de Saadiden en de Alaouieten. De lokale stammen trokken zich echter weinig aan van de dynastieën, gezien de stamhoofden in de praktijk het gezag voerden. 
Op 28 augustus 1673 zond Spanje een garnizoen van 78 soldaten, gewapend met 4 stuks artillerie naar een eiland wat onder de lokale Riffijnse bevolking bekend staat als Thazrut n Nkur. Het eiland bevindt zich op ongeveer driehonderd meter van Al Hoceima en kreeg van de Spanjaarden de naam Peñón de Alhucemas. Het eiland wordt sinds 28 augustus 1673 permanent bezet door de Spanjaarden.

### Al Hoceima onder het Spaanse protectoraat in Marokko
In de 19e en 20ste eeuw, toen de Europese koloniale machten hun kolonies in Afrika en Azië aan het uitbreiden waren, liep Spanje steeds meer achterstand op. Na een voor de Spanjaarden desastreuze Spaans-Amerikaanse Oorlog in 1898, verloren de Spanjaarden bijna al hun koloniën. Om dit verlies enigszins te compenseren hadden de Spanjaarden hun ogen gericht op het Noorden van Marokko als start voor een nieuw koloniaal imperium. Op 27 november 1912 tekende Spanje daarom een verdrag met Frankrijk voor de creatie van een Spaans protectoraat en een Frans Protectoraat in Marokko. Het verdrag maakte onderscheid tussen twee geografisch gescheiden delen van het huidige Marokko, waarbij het Rifgebied, waaronder dus ook Al Hoceima, en de voormalige Spaanse Sahara onder het gezag van de Spanjaarden kwamen te vallen.
In de jaren die volgden broeide het antikoloniale sentiment onder de Riffijnen, met name onder de Aith Wayagher. Ze wilden af van het Spaanse gezag, dat op dat moment al sterk aanwezig was in meerdere Riffijnse steden, waaronder Nador, Chefchaouen en Tétouan, dat laatste werd uitgeroepen werd tot hoofdstad van Spaans-Marokko. De lokale Riffijnse stammen bedachten verschillende manieren om een strijd voor zelfbeschikking aan te gaan. Onder leiding van Mohammed Abdelkrim el-Khattabi braken in het najaar van 1920 de eerste openlijke schermutselingen uit. Het openlijke verzet tegen de Spanjaarden resulteerde later dat jaar in de Rifoorlog, een vijf jaar durende oorlog waarin de kleine Republiek van de Rif zich moest zien te verdedigen tegen Spanje en Frankrijk. Het gebied rondom Al Hoceima werd al gauw het centrale toneel.

### De Rifoorlog (1920-1927)
Na de uitbraak van de oorlog leden de Spanjaarden al gauw catastrofale verliezen. Zo onderschatte Manuel Fernández Silvestre, een Spaanse generaal die eerder deelnam aan de Spaans-Amerikaanse Oorlog, in het begin de capaciteiten van de Riffijnen. Hij leidde een offensief vanaf de door Spanje bezette kustlijn verder het land in, met een leger van ruim 23.000 Spaanse soldaten. Silvestre werd samen met zijn leger op 22 juli 1921 geconfronteerd met een groep van 3.000 Riffijnse verzetstrijders, onder leiding van Mohammed Abdelkrim el-Khattabi, in het door Silvestre bezette dorpje Annual, wat later onder de Spanjaarden bekend werd als het Disaster of Annual. Het kleine Riffijnse leger maakte het de Spanjaarden erg moeilijk in een twee weken durende slag met een verrassende Riffijnse overwinning. Silvestre verloor 13.000 van zijn soldaten. Het was het grootste Spaanse militaire verlies in de 20ste eeuw, en het was voor Silvestre het tweede verlies in korte tijd, na de slag in Dhar Ubarran. 
Het werd een voor de Spanjaarden moeizame oorlog. Om de oorlog toch te kunnen winnen, gingen zij in 1924 over tot chemische oorlogsvoering. Hiermee werd Spanje het allereerste land wat gebruik maakte van chemische wapens op grote schaal tegen burgers. De Spanjaarden maakten volgens onderzoekers onder andere gebruik van fosgeen, difosgeen, trichloornitromethaan en het door Duitsland (wat tegen het Verdrag van Versailles in ging) geleverde mosterdgas. Door het gebruik van chemische wapens op de lokale bevolking, werden de Riffijnse verzetsstrijders op den duur genoodzaakt om zich over te geven aan de koloniale machten.
Op 8 september 1925, kwamen de Fransen en Spanjaarden, onder leiding van Miguel Primo de Rivera, José Sanjurjo en Philippe Pétain, met meer dan honderd gevechtsvliegtuigen, tientallen schepen, tanks en duizenden soldaten aan op het nu bekende strand Quemado in het centrum van Al Hoceima. Deze amfibische landing werd later bekend als de Landing van Alhucemas. Een van de leiders, de Spaanse officier José Sanjurjo, claimde de stad en veranderde haar naam in Villa Sanjurjo. Er kwamen ongeveer vijfduizend Spanjaarden in de stad wonen. Ze bouwden er onder andere een haven en de nodige logistieke infrastructuur. In de jaren 30 veranderen de Spanjaarden de naam van Villa Sanjurjo naar Villa Alhucemas, en in de jaren 40 werd de naam weer veranderd naar Alhucemas.

### De 'Jaren van Lood' (1950-1999)
De jaren waarin Mohammed V en Hassan II het land regeerden werden ook wel de 'Jaren van Lood' genoemd, met name omdat mensen werden beschoten met loden kogels tijdens protesten. De bevolking mocht geen enkele vorm van kritiek tonen jegens het koninkrijk en de staat. Er deden zich vele conflicten voor, met name tijdens de heerschappij van Hassan II. Honderden politieke tegenstanders werden gevangen genomen, gemarteld en zelfs vermoord, honderden mensen verdwenen spoorloos.
Al Hoceima, Ajdir, Imzouren, Bni Bouayach en omliggende dorpen kregen het tijdens de 'Jaren van Lood' zwaar te verduren. Kort na de onafhankelijkheid van Marokko, ontstond er een frictie tussen de Istiqlal Partij, de belangrijkse politieke partij, en het koningshuis om de macht en invloed binnen Marokko. Zij hadden ook hun ogen gericht op het Rifgebied omdat deze regio historisch bekend was om haar verzet tegen onderdrukking en invloeden van buitenaf. De Istiqlal Partij en het koningshuis hadden op dat moment nauwelijks invloed of macht in dit gebied van Marokko.

#### Het Jaar van de Helmen (1958-1959)
In het jaar 1957, kort na de onafhankelijkheid van Marokko, werden de inwoners van Al Hoceima en omgeving slachtoffer van marginalisatie, waarbij hen onder meer het kiesrecht werd ontnomen. De lokale bevolking kwam in opstand voor gelijke rechten en wilde een beter economisch en politiek beleid. Een Riffijnse delegatie reisde, onder leiding van Mohammed Sellam Amezian, enkele keren af naar Rabat om te spreken met de toenmalige koning Mohammed V. De delegatie hield verschillende petities en kwam uiteindelijk met een lijst van socio-economische en politieke eisen: onder meer de demilitarisatie van de Rif, de terugkeer van Abdelkrim el Khattabi, kiesrecht en vrije verkiezingen voor de Riffijnen. Een andere belangrijke eis van de Riffijnen was de ontbinding van de overheersende Istiqlal Partij, die op dat moment op zoek was naar macht en invloed in de Rif. Koning Mohammed V beloofde de verzuchtingen van de Riffijnen in overweging te nemen. In het geheim maakte hij echter gebruik van deze situatie om zijn minimale invloed op en controle over het Rifgebied te versterken. Hij besloot om de viering van de troonsbestijging niet meer in Marrakesh, maar in Tétouan te houden. Zo vond hij een excuus om 13 duizend soldaten over te brengen naar het noorden van het land. De provincie Al Hoceima werd vervolgens op 26 november 1957 uitgeroepen tot militaire zone. Zo werd er een beperking ingevoerd op de politieke vrijheid en werd de eliminatie van politieke oppositiepartijen in het gebied werkelijkheid. 
De Riffijnen voelden zich daardoor verraden. In de maanden die volgden liepen de spanningen onder de lokale bevolking op jegens de centralistische Istiqlal Partij, waarbij bewoners verschillende kantoren van deze partij aanvielen. Het koningshuis, dat na de onafhankelijkheid Franse ondersteuning genoot, riep op tot kalmte. Onder leiding van Mohammed Sellam Amezian, net afgestudeerd aan de Universiteit van Al-Qarawiyyin, ontstond er een georganiseerde beweging die de socio-economische en politieke belangen van de Riffijnen wilden verdedigen. Een groep verzetstrijders die samen met Abdelkrim el Khattabi in de Rifoorlog hadden gestreden tegen de Fransen en de Spanjaarden sloten zich bij de beweging aan. Abdelkrim el Khattabi steunde het verzet vanuit Egypte en vroeg in een brief aan de Egyptische leider Gamal Abdel Nasser om de opstand te ondersteunen. Mohammed Sellam Amezian beschikte toen over een beweging van 2 tot 3 duizend man. De vorming van een georganiseerde beweging werd een schrikbeeld voor het koningshuis, de Fransen en het Istiqlal Partij. Er braken rellen uit en de overheid ging over tot maatregelen met aanzienlijk bloedvergieten. Hassan II, op dat ogenblik nog kroonprins, gaf commandant Mohammed Oufkir in 1958 het bevel om met een leger van 20 duizend soldaten de Rif binnen te trekken.
De verzetsbeweging zag zich aan het einde van 1958 geplaatst tegenover het Marokkaanse leger. Het machtsvertoon van het leger was aanzienlijk: 20 duizend goed bewapende soldaten tegenover een verzetsbeweging van 2 tot 3 duizend man. Het leger richtte toen een ware ravage aan: duizenden burgers en politieke tegenstanders werden ontvoerd, gevangengenomen, gemarteld en zelfs vermoord, honderden vrouwen en kinderen zijn toen verkracht, honderden woningen geplunderd, leeggeroofd en platgebrand.
Maar het leger kwam er ook niet zonder kleerscheuren vanaf. De lokale bevolking verzette zich hevig tegen de aanval en beschermde zichzelf door duizend Marokkaanse soldaten om het leven te brengen. Het lukte kroonprins Hassan II en zijn leger echter niet om Mohammed Sellam Amezian te grijpen. De verzetsleider slaagde er in om samen met enkelen van zijn handlangers aan het leger te ontsnappen. Ze hadden geen vertrouwen meer in de overheid of het koningshuis en besloten Marokko via Melilla te verlaten. Dat jaar is onder de lokale bevolking bekend als het 'Jaar van de Helmen' vanwege de aanwezigheid van een groot aantal Marokkaanse soldaten in het gebied. 
Er veranderde niets aan het sentiment tegenover de Rif en haar bevolking toen Hassan II in 1961 aan de macht kwam. Hij ging, net als zijn vader, verder met het verwaarlozen van de Rif. De Marokkaanse overheid heeft tijdens de 38-jarige heerschappij van Hassan II nooit geïnvesteerd in Al Hoceima. De lokale economie stortte volledig in. Veel Riffijnen moesten noodgedwongen hun land verlaten en vertrokken massaal als gastarbeiders naar Europa om een beter leven op te bouwen.

#### Al Hoceima tijdens de Broodrellen van 1984
Op 19 januari 1984 werden er in Al Hoceima, Nador, Tétouan, Ksar-el-Kbir en Marrakesh demonstraties gehouden door studenten na een verhoging van het studiegeld. De studenten werden al gauw bijgestaan door de lokale bevolking, die op haar beurt weer demonstreerde tegen de verhoogde voedselprijzen. De demonstraties werden hardhandig neergeslagen, met 240 tot 400 doden als gevolg. De relatie tussen koning Hassan II en het Rifgebied bleef sindsdien verstoord: hij heeft er nooit meer een bezoek gebracht.

## Indeling

### Wijken en districten
De wijken van Al Hoceima worden veelal aangeduid met het woord "barrio" wat "wijk" betekent in het Spaans.
Een overzicht van de wijken:
- Aghza Abulay
- Bades
- Barrio Briro
- Barrio Haddou
- Barrio Marmoucha
- Boujibar
- Hay Manzah
- Iger Azegouagh
- Mirador Haut
- Morro Viejo
- Sraghna
- Sidi Abid

## Eilanden
Drie rotsachtige eilandjes – Peñón de Alhucemas, Isla de Mar en Isla de Tierra – liggen op 300 meter voor het strand en zijn nog steeds in Spaanse handen.

## Demografie

### Groei
Na de Marokkaanse onafhankelijkheid in 1956 begon de stad in hoog tempo te groeien. De stad zelf had in 2014 118.463 inwoners. De provincie Al Hoceima telde 395.644 inwoners in 2004.
In de jaren '60 en '70 waren velen van hen naar Europa vertrokken om als gastarbeider te gaan werken, omdat er geen werk te vinden was in de Rif. Van de Marokkanen in Nederland en België is een groot aantal afkomstig uit het Rifgebied, Al Hoceima en andere noordelijke steden zoals Nador.
Door langdurige politieke wrijvingen en conflicten van de Riffijnen met de Marokkaanse koning Hassan II werden noordelijke steden als Al Hoceima en Nador bewust verwaarloosd. De infrastructuur, grotendeels aangelegd in de tijd van de Spaanse overheersing, was verwaarloosd en er kwamen nauwelijks buitenlandse bedrijven. Deze situatie bleef bestaan tot na het overlijden van Hassan II in 1999, toen hij door zijn zoon koning Mohammed VI werd opgevolgd.

## Economie
De grootste inkomstenbron van Al Hoceima is de visserij. Dagelijks verlaten tientallen kleinere boten en grotere schepen de haven van Al Hoceima en gaan richting zee op zoek naar vis. Ook de handel in edelkoralen vormt een belangrijke inkomstenbron voor de stad.
Een nieuwe en groeiende inkomstenbron voor de stad is het toerisme. Verschillende hotelketens investeren en exploiteren een tiental hotels in het centrum van de stad. De mooie stranden en het Nationale Park van Al Hoceima trekken toeristen en vormen zo een groeiende inkomst voor de stad.
Overige inkomsten zijn afkomstig van lokale bedrijven, waaronder vele kleine houtbewerkingsbedrijven, restaurants, fastfoodketens, kledingwinkels en juweliers.

### Al Hoceima nu
Onder koning Mohammed VI wordt meer aandacht geschonken aan Al Hoceima.
Er zijn grote projecten gestart voor het realiseren van o.a. nieuwe ziekenhuizen, verbeteren van de infrastructuur, creëren van werkgelegheid en onderwijs. Een nieuwe autoweg, verlenging van de autoweg N16 langs de kust tussen Nador en Al Hoceima is al gerealiseerd. Koning Mohammed VI, bekend vanwege zijn zwak voor stranden en jetski's, heeft de badplaats meerdere malen – formeel en informeel – bezocht. Verder is er een koninklijk paleis gebouwd in de stad, in de buurt van het grote plein.
Al Hoceima heeft een groot aantal houtbewerkingsbedrijfjes en de visserij en de horeca zijn er goed vertegenwoordigd. Later werd ook de verwerking van edelkoralen tot sieraden een belangrijke inkomstenbron. Bipan, de grootste nationale industriële bakker, heeft een fabriek net buiten Al Hoceima.
In Al Hoceima houdt men de gebruikelijke siësta, waardoor in de zomer de straten 's namiddags dunbevolkt zijn. Mensen zijn dan op het strand of blijven thuis. Na zonsondergang verzamelt men zich op het grote stadsplein en de straten eromheen voor de paséo (pantoffelparade), om te flaneren en te winkelen. De paséo is een van de vele Spaanse gewoonten in Al Hoceima.
De streek rond Al Hoceima heeft regelmatig te maken gehad met aardbevingen. De laatste twee waren zware bevingen, in 1994 met 2 doden en 300 gewonden, en de aardbeving van 24 februari 2004. Die was het hevigst, met een kracht van 6,7 op de schaal van Richter, waarbij meer dan 600 mensen de dood vonden, naast bijna 1000 gewonden en ruim 15 000 daklozen, meest op het platteland rond de stad.
Jaarlijks bezoeken toeristen en Marokkanen uit Nederland, België en Frankrijk het Quemado-strand (nu officieel 'Plage du Maroc'), de plaats waar een eeuw geleden Spaanse troepen aan land gingen. Bij het strand liggen de appartementen van het luxe Mohammed V-Hotel, een tennisbaan en een discotheek.

### Madinat Bades
In 2014 is er begonnen aan een nieuw gebied ten westen van Al Hoceima, genaamd Madinat Bades. Het betreft een appartementencomplex, bestaande uit 160 appartementen, vlak boven de Corniche maritime de Sabadia, en beslaat 50 hectare. Er komen zowel villa's, appartementen en commerciële ruimtes. Het gebied krijgt een uitzicht over de corniche en de Baai van Al Hoceima.

## Toerisme

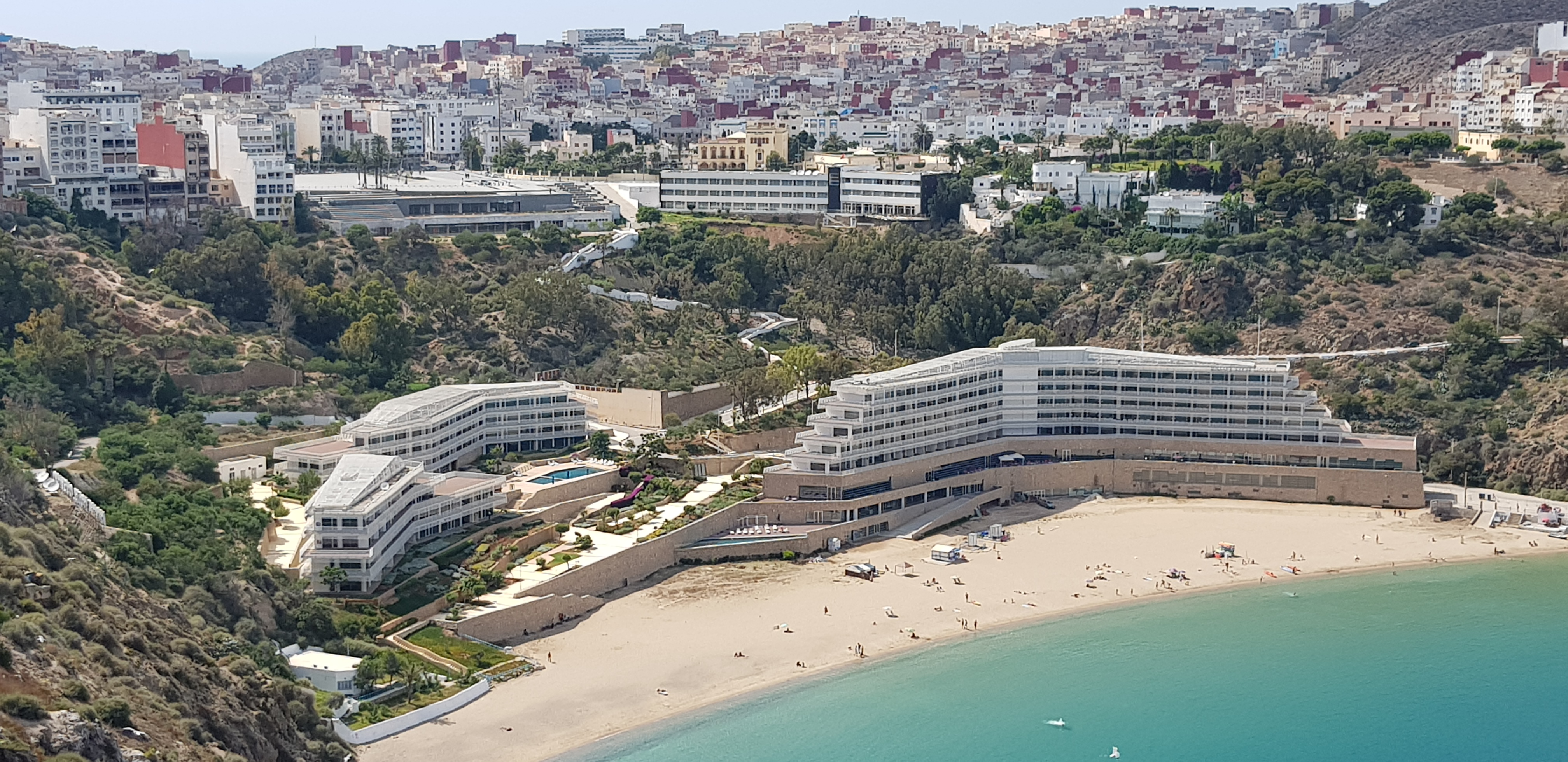
Zicht op het Quemado strand, gezien vanaf de 'Corniche Morro Viejo'

Het toerisme in Al Hoceima bestaat nog steeds overwegend uit Marokkanen uit Nederland en België. De grootste groep zijn de Nederlandse Marokkanen. Het is ook niet ongewoon wanneer er tijdens de zomerperiode duizenden gele NL-nummerplaten te zien zijn.
Van 'echt' toerisme is marginaal sprake, aangezien de stad nog in ontwikkeling is na de jarenlange verwaarlozing door de Marokkaanse overheid. De stad kent tot nu toe een beperkt aantal 'attracties' voor toeristen, waaronder de stranden, dagelijkse concerten, paardrijden en het natuurrijke Nationaal Park van Al Hoceima. Verder kunnen toeristen de oude Spaanse huizen en kerk bezoeken die tijdens de Spaanse bezetting werden gebouwd.
De overheid is bezig te investeren in toerisme. De groei van het aantal hotels is sterk toegenomen,.

## Verkeer en vervoer

### Autoverkeer
In Al Hoceima wordt flink gebouwd aan de infrastructuur. De stadswegen worden opgeknapt en verfraaid, en de infrastructuur met andere steden en dorpen in de regio wordt eveneens aangepakt. Tussen Al Hoceima en Nador is in 2007 langs de kustlijn een nieuwe autoweg (N16) gerealiseerd en de Marokkaanse regering heeft in 2008 plannen publiek gemaakt dat er een autoweg in dezelfde stijl gerealiseerd wordt tussen Al Hoceima en Tétouan. Dat zou betekenen dat alle grote steden in het noorden van Marokko door middel van nieuwe wegen met elkaar zijn verbonden en dat er een route ontstaat die zich langs de Middellandse Zeekust van Oujda via Al Hoceima tot Tanger uitstrekt.

### Scheepvaart

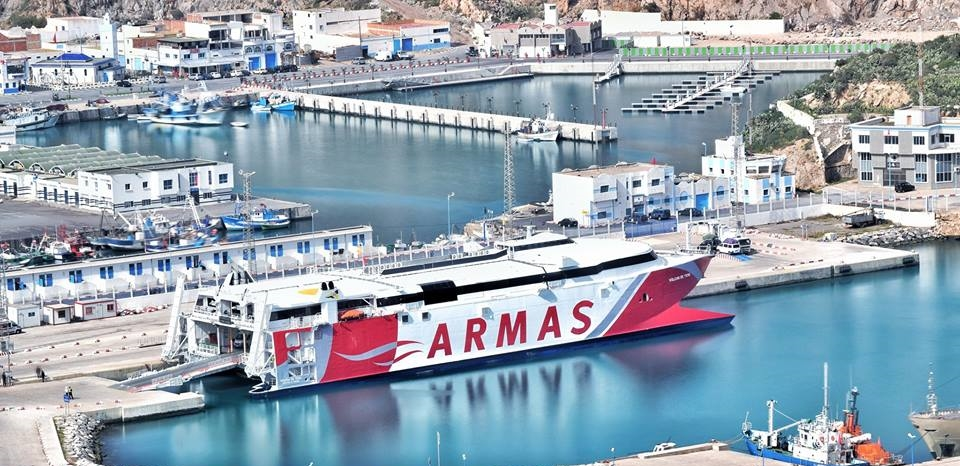
Haven van Al Hoceima

Vanuit de haven van Al Hoceima verzorgt veerbootmaatschappij Trasmediterránea overtochten tussen Al Hoceima en de Spaanse havenstad Motril.

### Luchtvaart

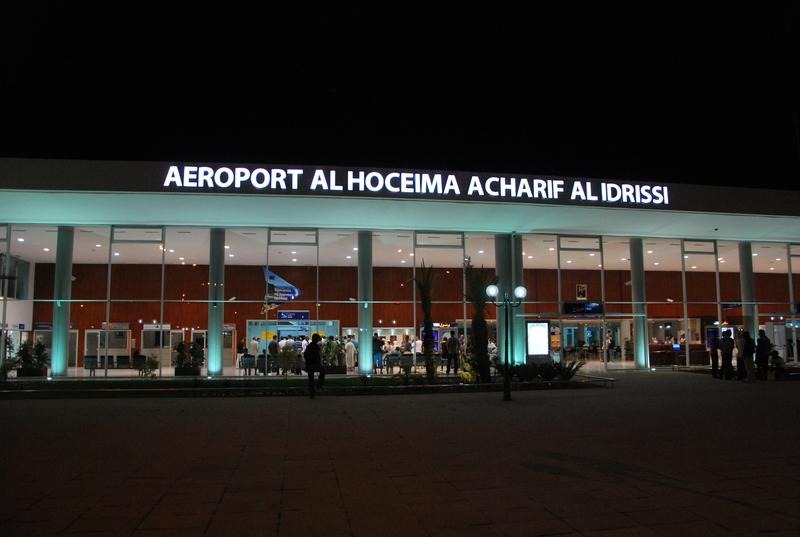
Vliegveld Cherif Al Idrissi

Al Hoceima beschikt over een eigen vliegveld, het Cherif Al Idrissi Airport, dat 360.000 passagiers per jaar afhandelt.

## Onderwijs
- Abdelmalek Essaâdi Universiteit – Campus van Al Hoceima, bevat:
  - Faculteit Wetenschap en Technologie – FST
  - Nationale School voor Toegepaste Wetenschappen – ENSA'H
  - Multidisciplinaire faculteit – FPH (In opbouw)
- Nationale School voor Handel en Management – ENCG (In opbouw)
- Instituto Español Melchor de Jovellanos – Spaanse internationale school.

## Sport

### Chabab Rif Al Hoceima

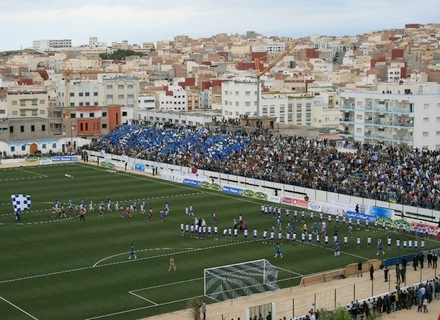
Stadion Mimoun El Arsi

Al Hoceima is de thuisbasis van de voetbalclubs Chabab Rif Al Hoceima en Raja Al Hoceima met het Chipola/Mimoun al Arassi-Stadion, dat aan 12.000 bezoekers plaats biedt. In dit seizoen, 2019/20, speelt Chabab Rif Al Hoceima in GNF 1, de tweede divisie in Marokko.
Op 27 april 2009 plaatste de voetballer Ibrahim Afellay, die de talentprijs won, namens de Johan Cruyff Foundation in samenwerking met Maroquistars het eerste en enige Cruyff Court van Marokko in Al Hoceima. Het veld heet het Ibrahim Afellay Veld.

## Partnersteden
- Almería (Spanje)
- Barcelona (Spanje)
- Brussel (België)
- Den Haag (Nederland)
- Meppel (Nederland)
- Parijs (Frankrijk)
- Sint-Niklaas (België)

## Bekende personen uit Al Hoceima
- Chaib Massaoudi (9 februari 1962), acteur
- Hans Sahar (1974), schrijver
- Youssaf El Marnissi (2 februari 1976), autocoureur
- Tarik Elyounoussi (23 februari 1988), voetballer
- Abid El Idrissi (30 mei 1988), voetballer
- Yassin Ayoub (6 maart 1994), voetballer
- Mohamed Elyounoussi (4 augustus 1994), voetballer
- Hassan El Bachrioui, voetbalcoach